# Eleccions legislatives hongareses de 1971
Les eleccions legislatives hongareses de 1971 se celebraren el 25 d'abril de 1971 per a renovar els 352 membres de l'Assemblea Nacional d'Hongria. Van ser les eleccions amb més proporció de candidats independents des de 1953, amb 49 de les 352 circumscripcions amb més d'un candidat.

## Resultats
|                                 |                                 |                                 |                                              |           |       |           |     |
| Partit                          | Partit                          | Partit                          | Partit                                       | Vots      | %     | Escons    | +/- |
|                                 | Front Popular Patriòtic         |                                 | Partit Socialista Hongarès dels Treballadors | 7,189,125 | 99.05 | 224 / 352 | 35  |
|                                 | Front Popular Patriòtic         | Independents                    | 128 / 352                                    | 7,189,125 | 99.05 | 38        |     |
| En contra                       | En contra                       | En contra                       | En contra                                    | 19,113    | 0.27  | –         |     |
| Vots en blanc/nuls              | Vots en blanc/nuls              | Vots en blanc/nuls              | Vots en blanc/nuls                           | 68,996    | 0.95  | –         |     |
| Total                           | Total                           | Total                           | Total                                        | 7,258,121 | 100   | 352       |     |
| Votants registrats/participació | Votants registrats/participació | Votants registrats/participació | Votants registrats/participació              | 7,432,420 | 98.69 | –         |     |
| Font: Nohlen & Stöver           |                                 |                                 |                                              |           |       |           |     |